# راستات
راشتات (بالألمانية: Rastatt، وتنطق: [ˈʁaʃtat]) هي بلدة ألمانية تقع في قضاء راشتات بولاية بادن-فورتمبيرغ، ويبلغ عدد سكانها 47,586 وفقاً لإحصاء سنة 2014.

## توأمة
لراستات اتفاقيات توأمة مع كل من:
- أورانج، فوكلوز (1965 - )[5]
- نيو بريتن [5]
- فانو
- ووكينغ
- ألمرية

## أعلام
- أوليفر هاسنكامب
- هانس جوردن
- إريك بول
- كارل لودفيش فريدرش
- والتر جوست
- كارل بوب
- بول أوسكار هوكر
- ألفرد هوبر
- لودفيغ فيلهلم مرغريف بادن-بادن

راستات - Rastatt
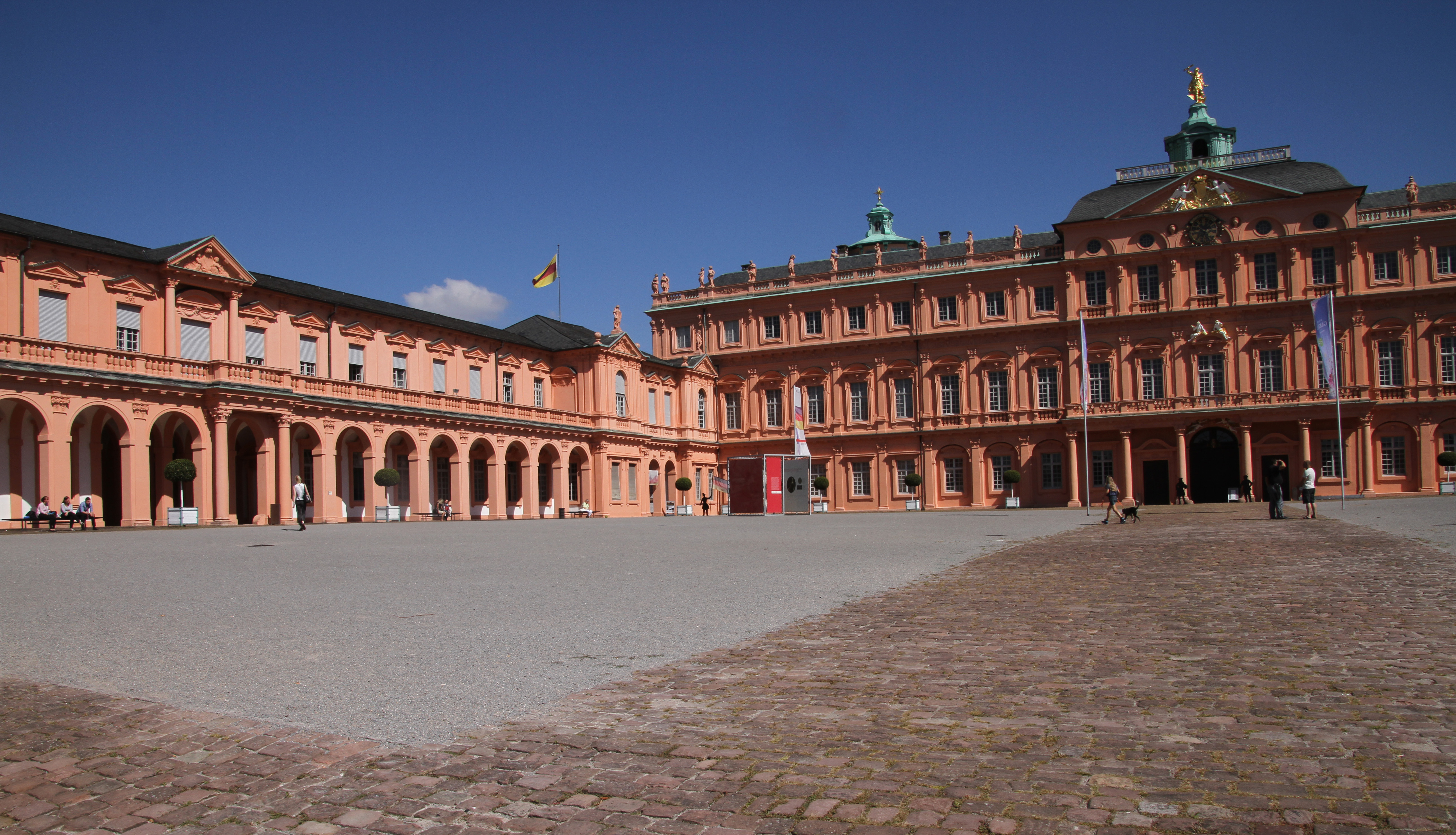
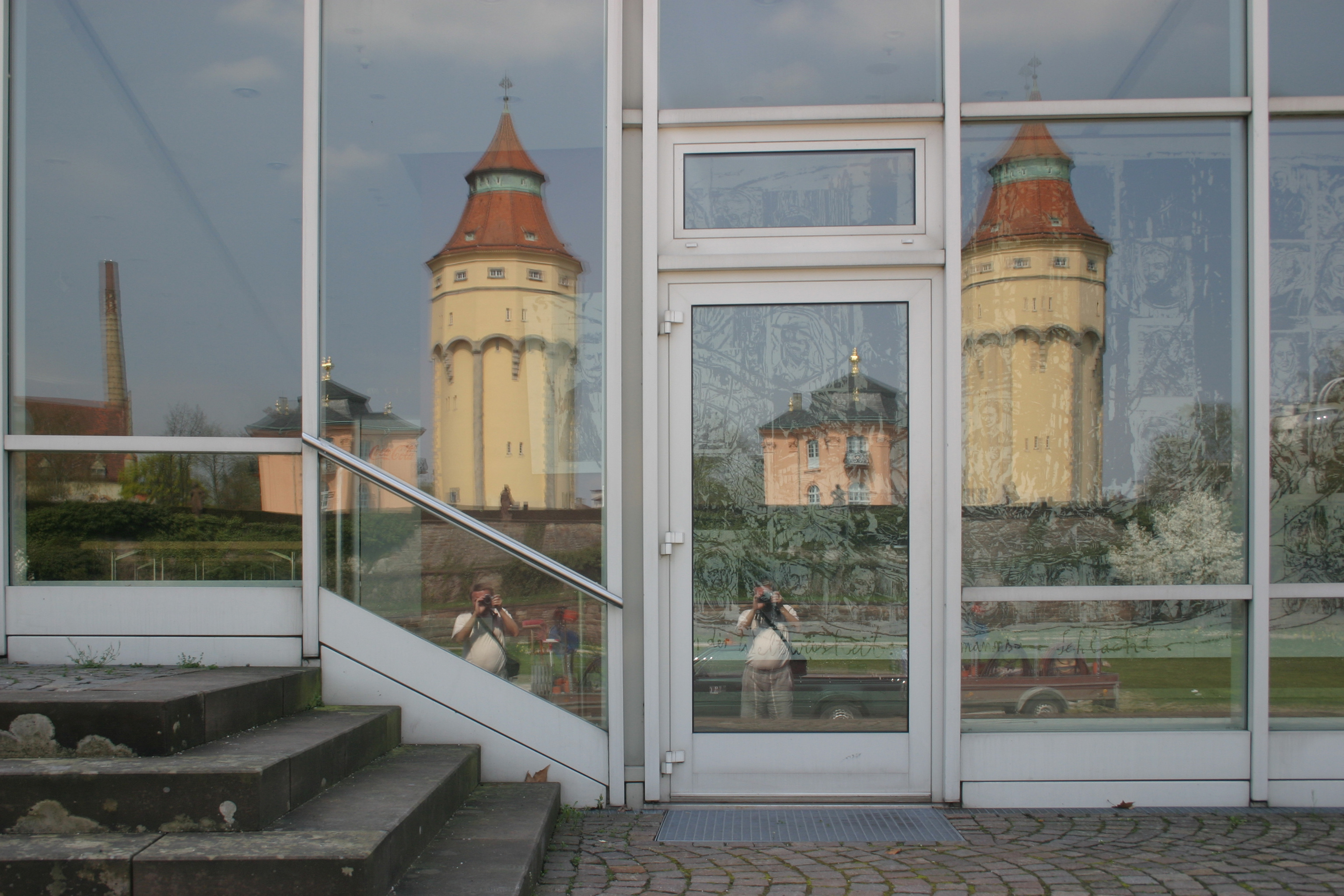
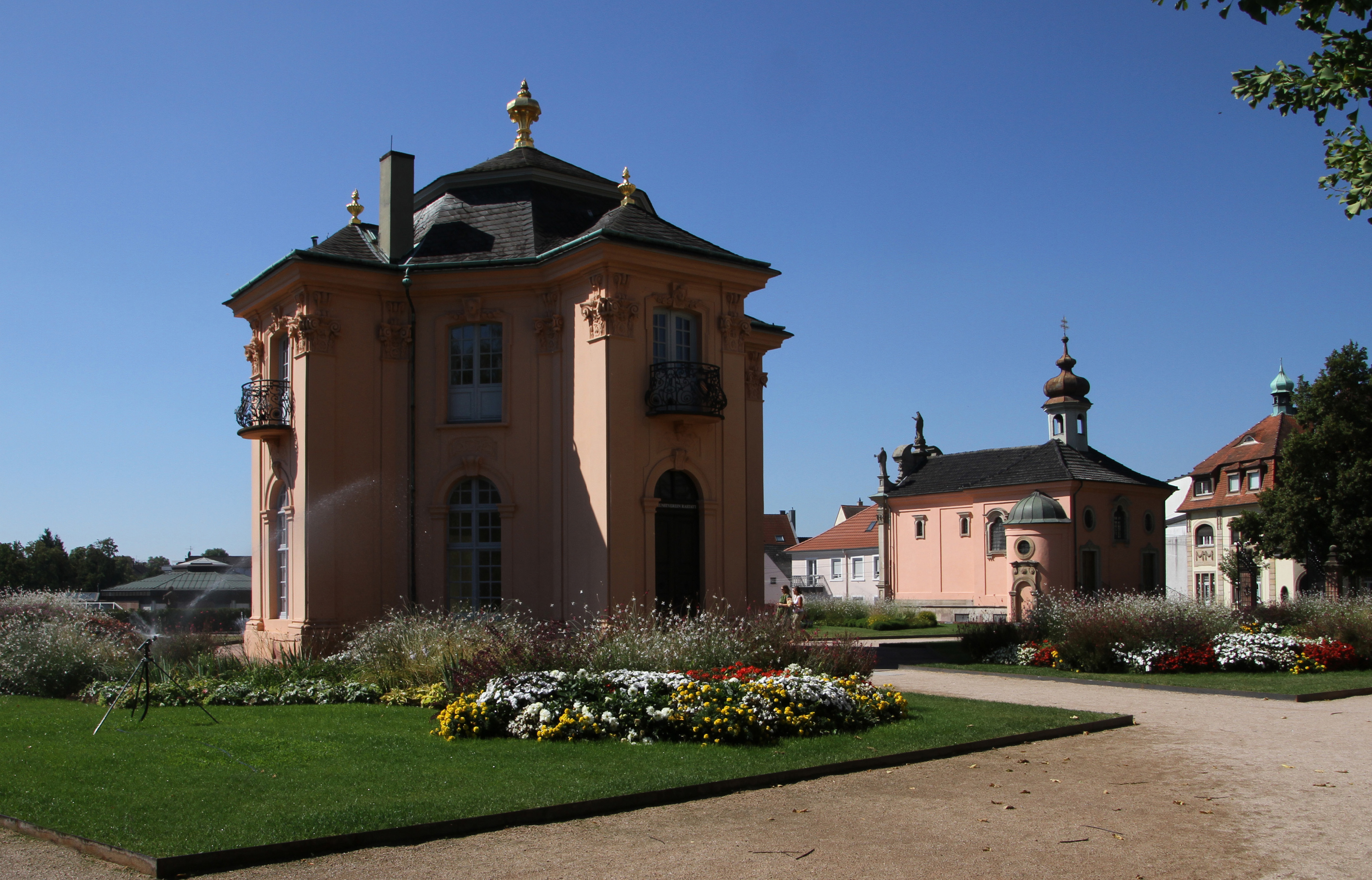
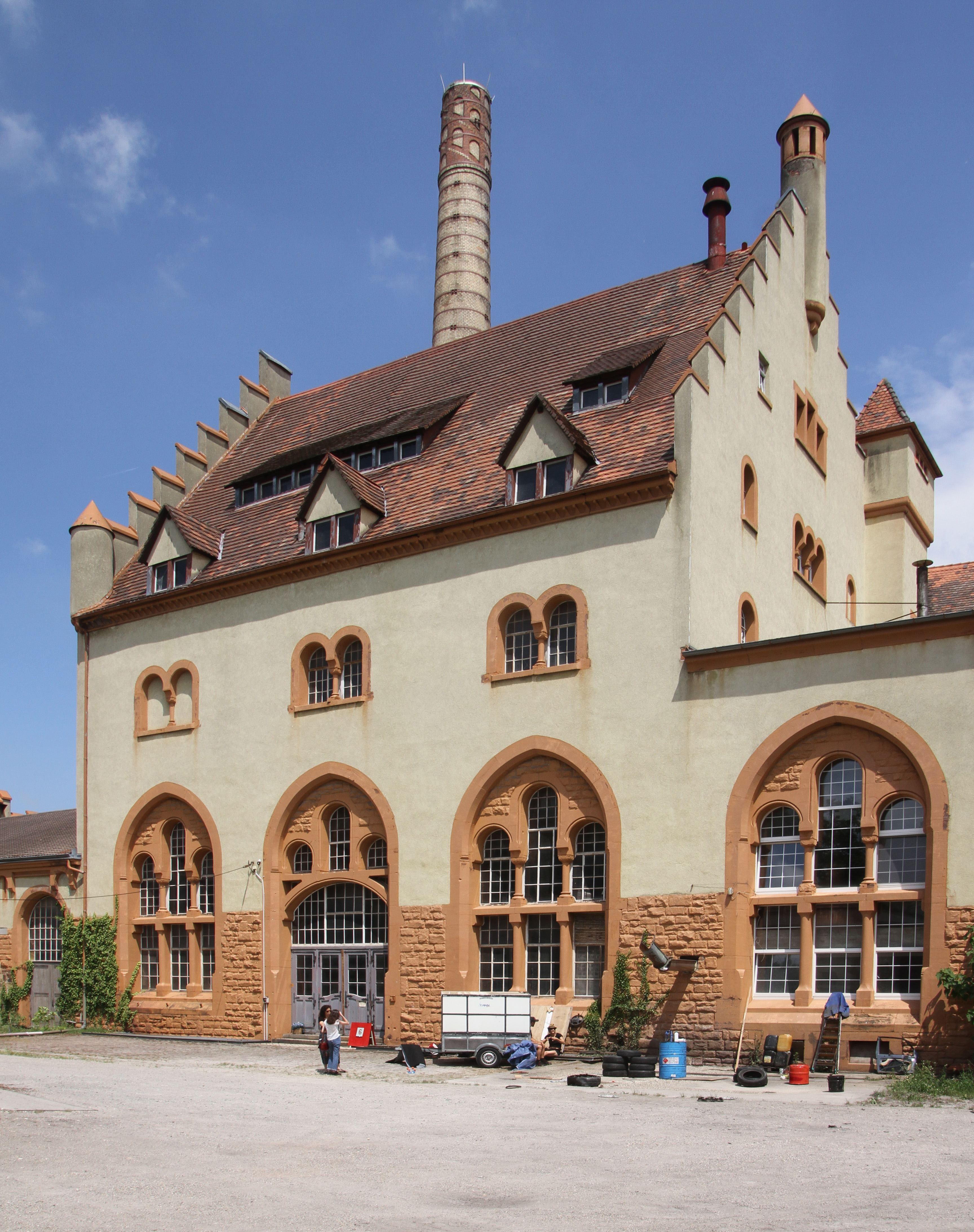
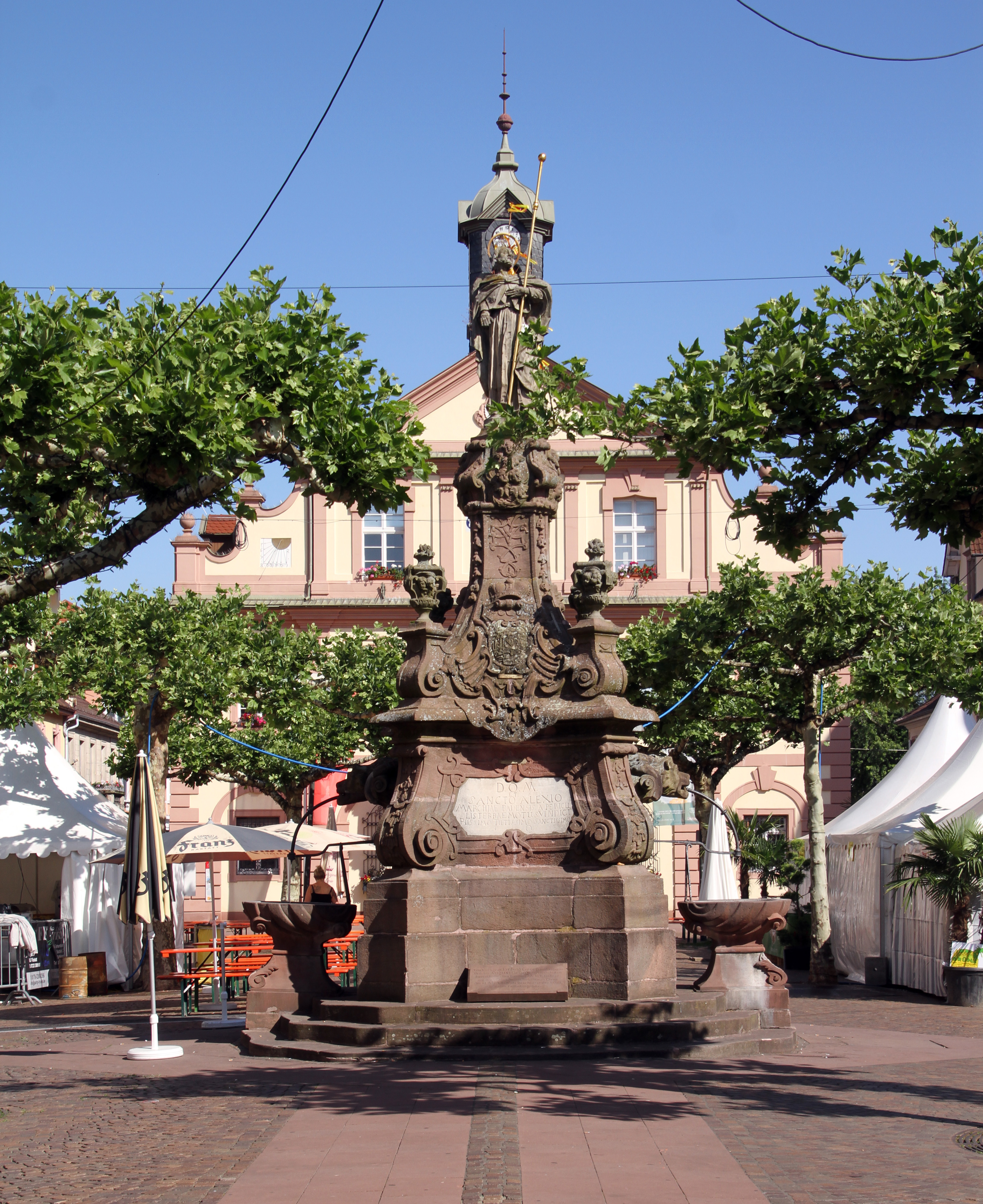
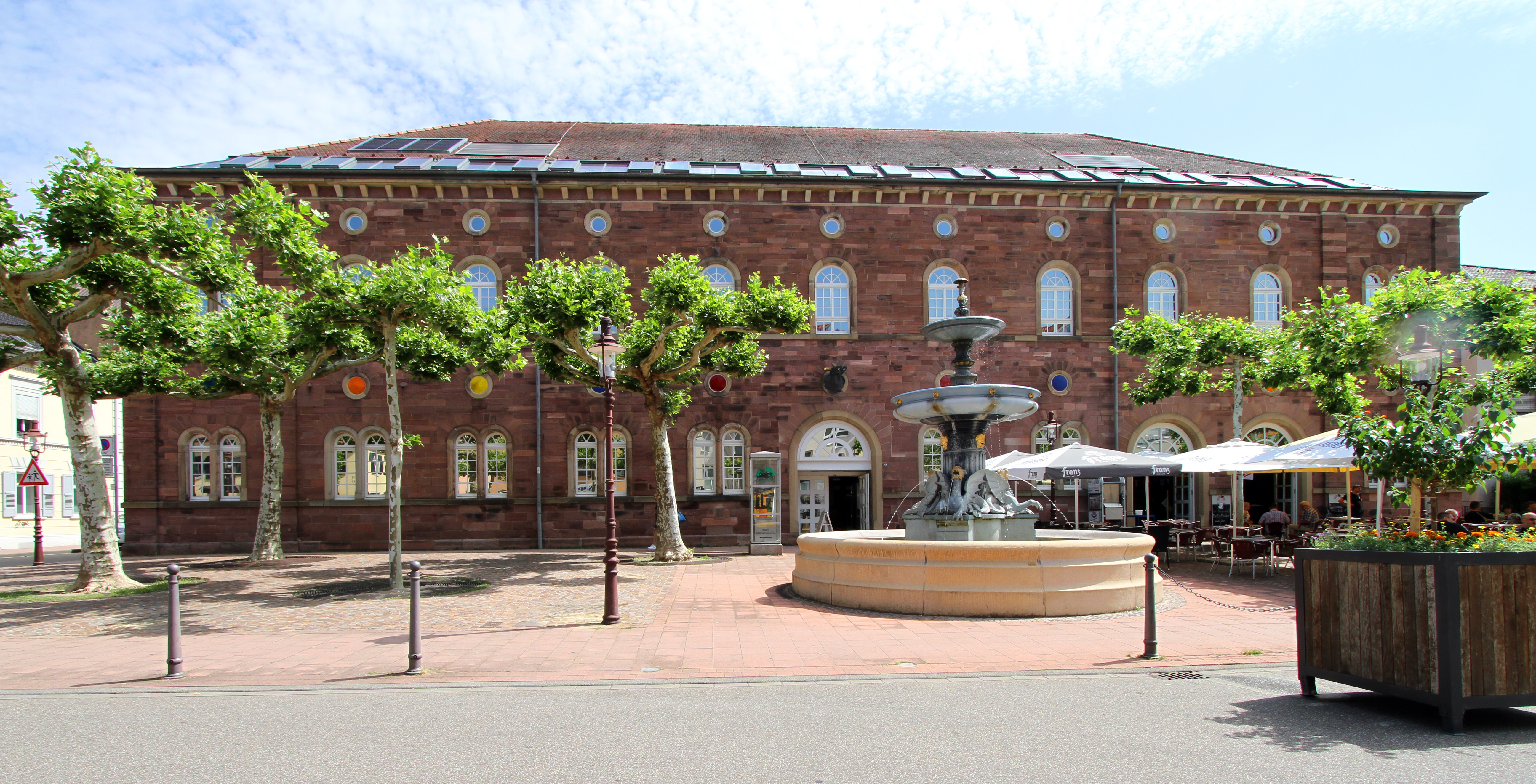
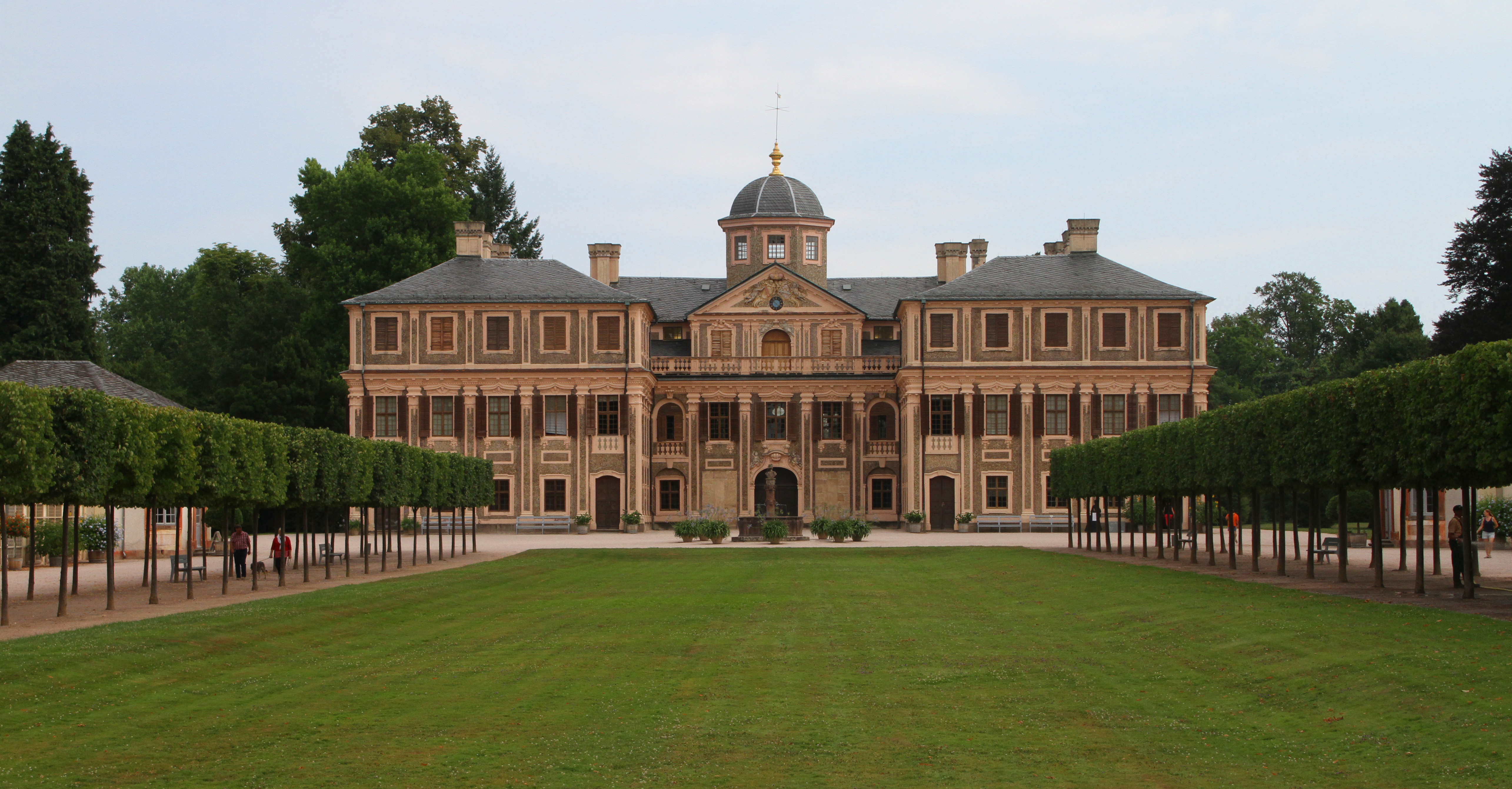